# Cisco (Utah)
Koordinaten: 38° 58′ 12″ N, 109° 19′ 14″ W

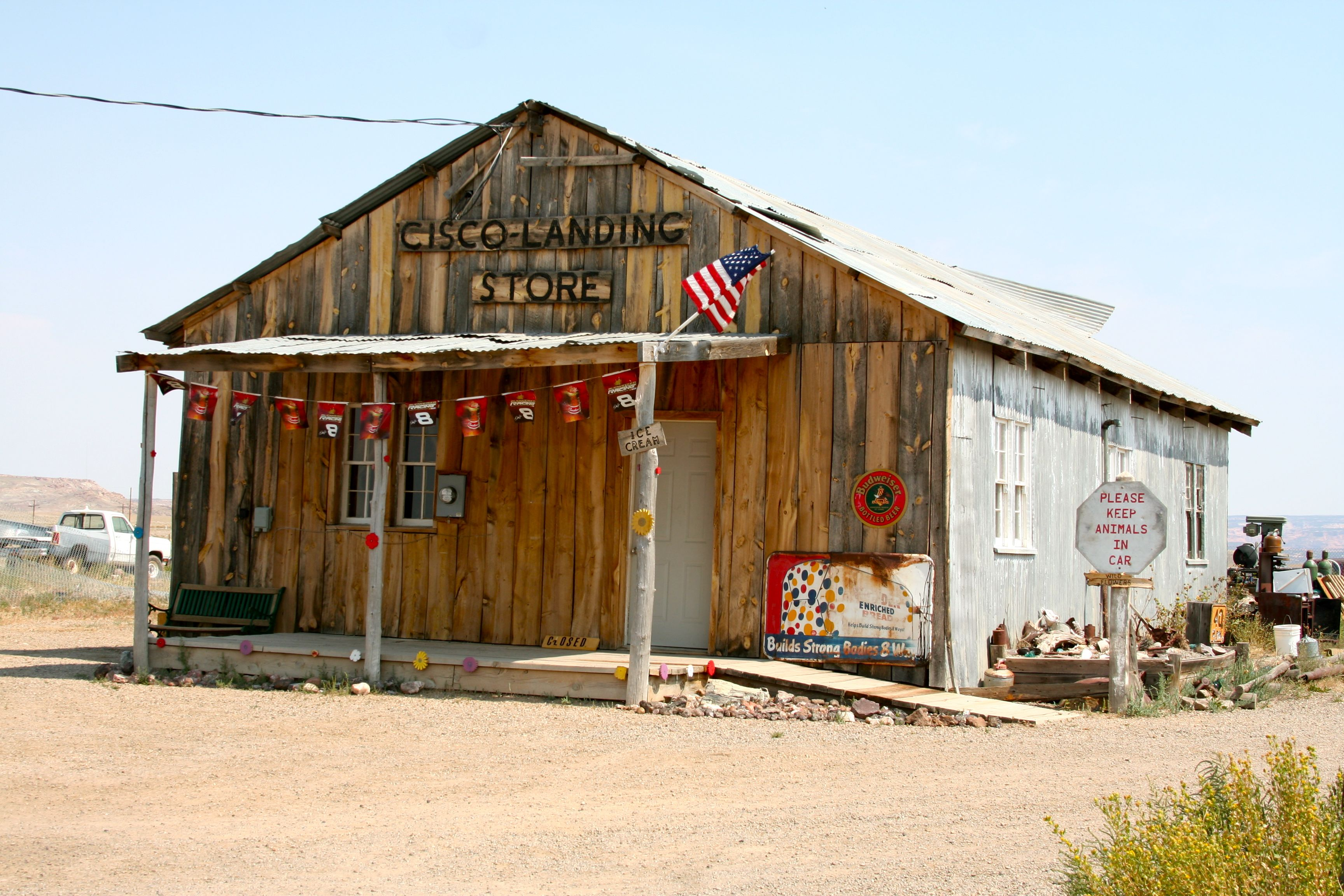
Cisco Landing Store

Cisco ist eine Geisterstadt im Grand County im US-Bundesstaat Utah.

## Lage
Die Stadt liegt rund 25 Kilometer westlich der Grenze zum Bundesstaat Colorado nahe der Utah State Route 128 zwischen dem Interstate 70 und dem Tal des Colorado River. Die Höhe des Ortes wird mit 4352 ft. (1326 Meter) angegeben. Durch die Ortschaft verläuft der County Highway 175, über die nach Süden abzweigenden County Highways 176 und 177 bestehen bei Fish Ford beziehungsweise Cisco Landing Zugänge zum Colorado River, die häufig von Raftern, welche den Westwater Canyon durchfahren haben, genutzt werden.

## Geschichte
Im Gegensatz zu vielen anderen Geisterstädten im Westen der Vereinigten Staaten standen keine bergbaulichen Aktivitäten bei der Gründung von Cisco im Mittelpunkt. Vielmehr wurde der Ort als Versorgungspunkt im Zuge der Anlage der Denver and Rio Grande Western Railroad kurz nach 1880 gegründet. Bedingt durch seine Lage entwickelte sich der Ort in den kommenden Jahren auch zu einem lokalen Zentrum der Rancher der Umgebung, zeitweilig wurden hier 100.000 Schafe im Jahr geschoren, deren Wolle mit Hilfe der Eisenbahn versandt wurde. 1924 fand man in der Umgebung Erdöl und Erdgas, doch konnte diese Entdeckung den Niedergang der Stadt, welcher mit der Ablösung der Dampflokomotive begonnen hatte, nur verzögern. Die Bedeutung der Ortschaft war 1963 noch groß genug, um vom United States Postal Service den ZIP-Code  84515 zugeordnet zu bekommen. Der Bau des Interstate 70 und die damit einhergehende Verlagerung der früher die Ortschaft durchquerenden Highways 6 und 50 führte dazu, dass Cisco zur Geisterstadt wurde. Im Jahr 2005 wurden neue Öl- und Gasvorkommen entdeckt, dies führte aber nicht zu neuen Siedlern.

## Tourismus
Cisco liegt an einer der amerikanischen Haupt-Touristenstrecken von Grand Junction / Colorado National Monument nach Moab, Utah.
Die leichte Erreichbarkeit hat dazu geführt, dass viele Gebäude durch Vandalismus zerstört wurden. Einige Gebäude scheinen zumindest noch temporär genutzt, der örtliche Cisco Landing Store ist zeitweilig in Betrieb.
Der California Zephyr nutzt die heute von der Union Pacific Railroad betriebene Bahnstrecke, allerdings ohne planmäßigen Halt in Cisco, daneben sind Güterzüge der Burlington Northern Santa Fe Railroad unterwegs.

## Darstellung in den Medien
Johnny Cash komponierte das Lied Cisco Clifton‘s Fillin Station über Harry Ballard Harris, einen Einwohner von Cisco.
Teile der Filme Fluchtpunkt San Francisco (1971), Thelma und Louise (1991) und Don’t Come Knocking (2005) wurden in Cisco und der unmittelbaren Umgebung gedreht.

Cisco (Utah)
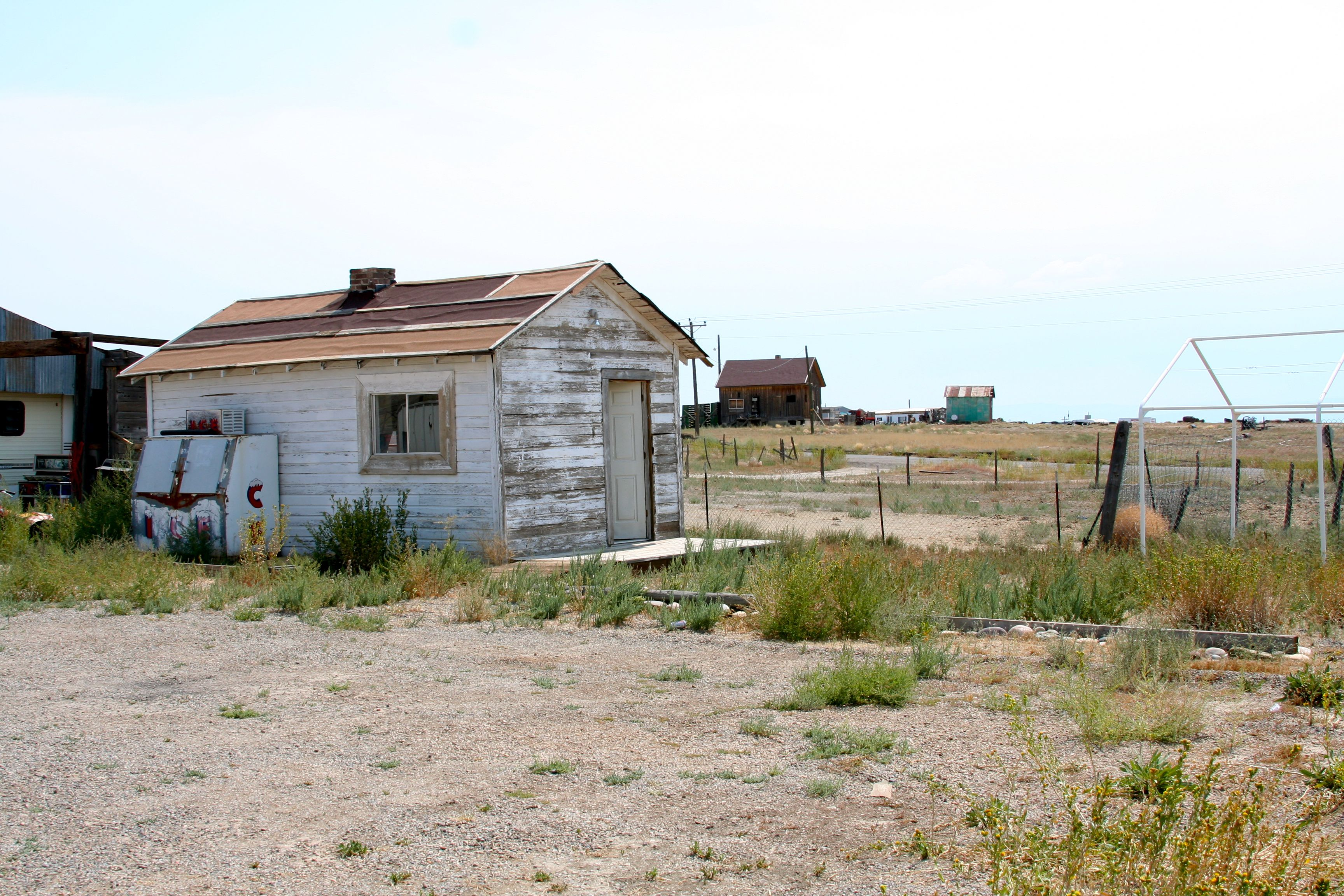
Zentrum von Cisco
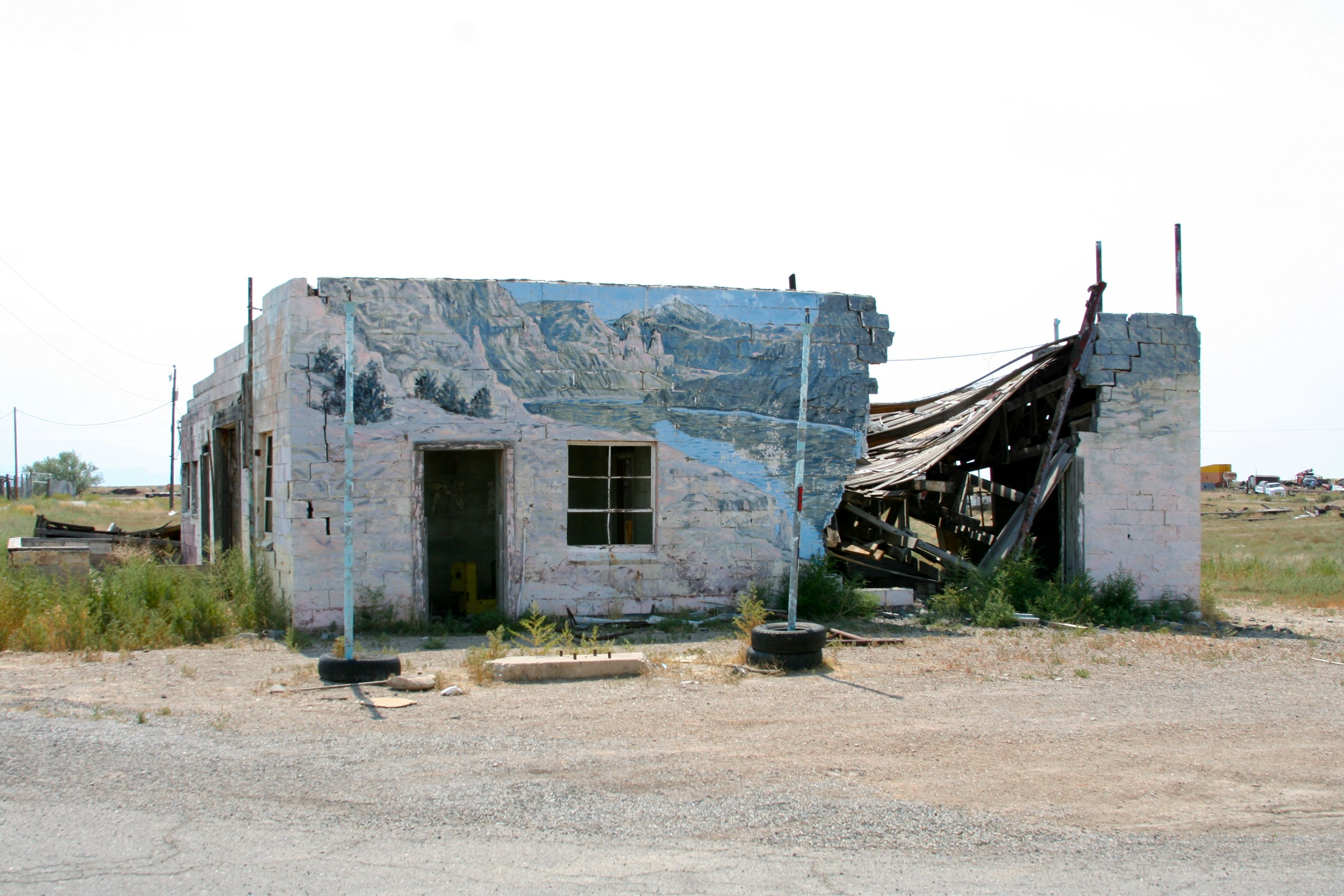
Ehemaliges Rasthaus in Cisco